# Kỳ tích châu Âu

Ước tính GDP bình quân đầu người của các quốc gia châu Âu và châu Á từ năm 1500-1950 với sức mua tương đương theo dollar quốc tế năm 1990 của nhà kinh tế học Angus Maddison, cho thấy sự tăng trưởng vượt bậc của Tây Âu và Nhật Bản đầu thế kỷ 19.

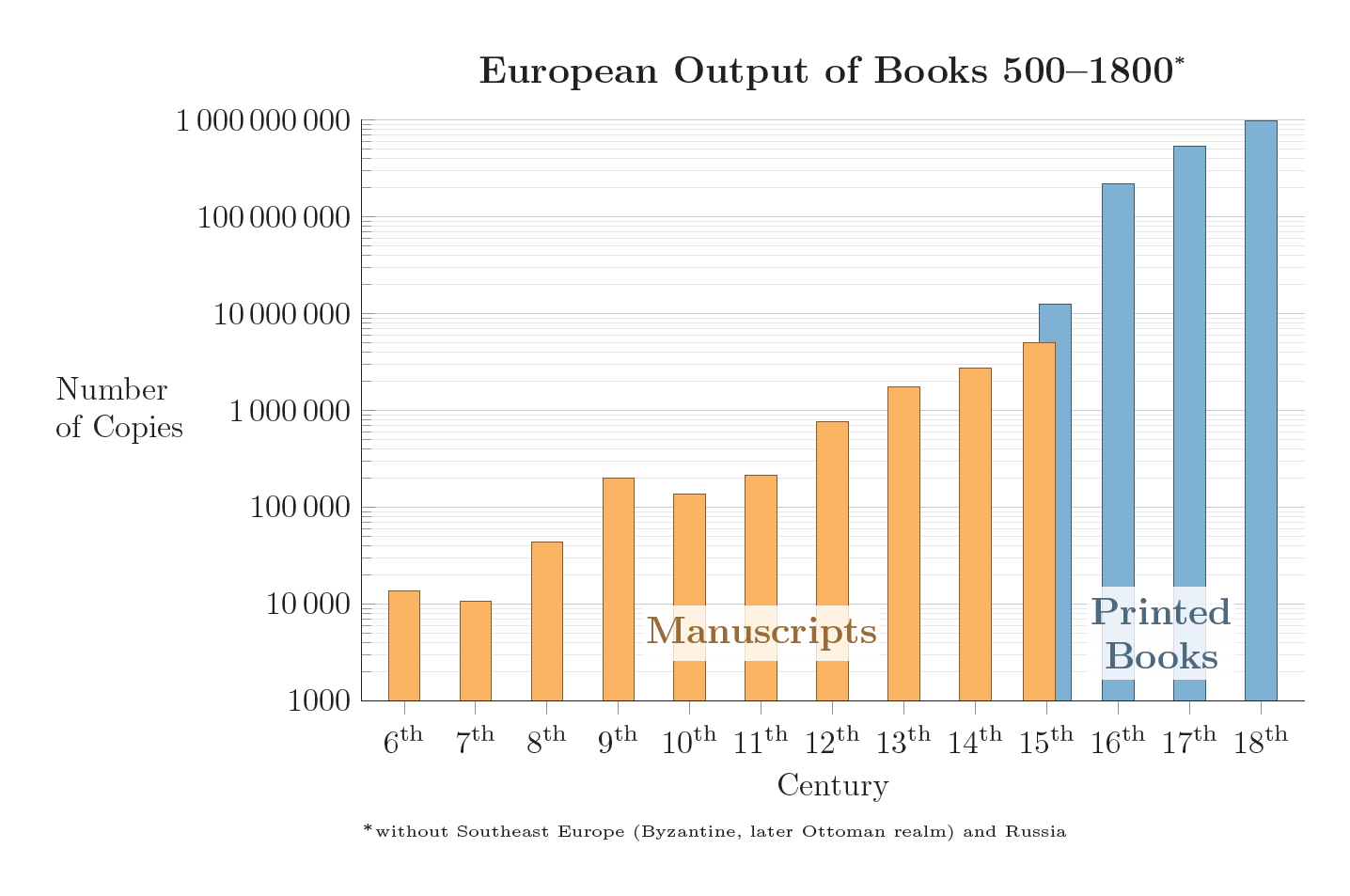
Biểu đồ cột cho thấy số sách châu Âu giữa năm 500 và 1800 được phát hành theo hệ số 100,000, đặc biệt lớn sau cách mạng In ấn năm 1450.

Kỳ tích châu Âu (tiếng Anh: European miracle), hay Đại phân tầng hoặc Đại phân kỳ (tiếng Anh: Great Divergence), là một sự chuyển dịch kinh tế xã hội vào thế kỷ 19, trong đó thế giới phương Tây (ở đây chỉ đề cập đến Tây Âu và các thuộc địa của họ ở Tân Thế giới) thoát khỏi ngưỡng hạn chế tăng trưởng thời tiền hiện đại; soán ngôi các nền kinh tế mạnh bấy giờ như Đế quốc Mogul Ấn Độ, Nhà Thanh Trung Quốc, Đế chế Ottoman và Mạc phủ Tokugawa Nhật Bản; để trở thành những nền kinh tế hàng đầu.
Các học giả đã đề xuất nhiều giả thuyết khác nhau để giải thích hiện tượng này; từ địa lý, văn hóa, thể chế, chủ nghĩa thực dân, tài nguyên đến đơn thuần chỉ là ngẫu nhiên. Vẫn còn có tranh cãi trong giới học giả về danh pháp của sự kiện này, vì khởi điểm của sự phân tầng thường được đề xuất là vào thế kỷ 16, hoặc thậm chí sớm hơn vào thế kỷ 15, khi cuộc cách mạng thương mại đang diễn ra và chủ nghĩa trọng thương cùng chủ nghĩa tư bản bắt đầu phát triển trong thời kỳ Phục hưng và thời đại Khám phá, kéo theo đó là sự trỗi dậy của các đế chế thực dân châu Âu, proto-toàn cầu hóa, cách mạng Khoa học, hay thời đại Khai sáng. Tuy vậy, bước nhảy vọt lớn nhất xảy ra vào cuối thế kỷ 18 và 19 với cuộc cách mạng Công nghiệp và cách mạng Công nghệ. Vì lý do này, "trường phái California" chỉ coi đây là "đại" sự kiện duy nhất.
Những tiến bộ công nghệ trong các lĩnh vực đường sắt, thuyền hơi nước, khai thác mỏ và nông nghiệp được đón nhận nồng hậu hơn ở phương Tây so với phương Đông trong thời kỳ Đại phân tầng. Công nghệ dẫn đến sự gia tăng công nghiệp hóa và sự phức tạp hóa nền kinh tế trong ngành lĩnh vực nghiệp, thương mại, nhiên liệu và tài nguyên, tiếp tục tách biệt phương Đông với phương Tây. Việc sử dụng than đá để thay thế gỗ củi làm nhiên liệu ở Tây Âu vào giữa thế kỷ 19 tạo ra cú thúc đẩy quan trọng trong ngành sản xuất năng lượng hiện đại. Vào thế kỷ 20, sự Đại phân kỳ đạt đến đỉnh điểm trước chiến tranh thế giới thứ nhất và kéo dài cho đến đầu những năm 1970. Sau hai thập kỷ biến động bất thường tới cuối những năm 1980, Đại phân kì nhường đường cho sự Đại hội tụ khi mà các quốc gia Thế giới thứ ba đạt tốc độ tăng trưởng kinh tế cao hơn đáng kể so với hầu hết các quốc gia Thế giới thứ nhất.

## Điều kiện ở các lõi tiền-Đại phân tầng
Ibrahim Muteferrika, Cơ sở lý tính về Chính trị của các Quốc gia (1731)
Không giống như các nền kinh tế công nghiệp hiện đại, các nền kinh tế tiền hiện đại bị hạn chế bởi nhiều yếu tố. Tuy các vùng lõi Âu-Á đã đạt được mức sống tương đối cao vào thế kỷ 18, tình trạng thiếu đất, thoái hóa đất, nạn phá rừng, thiếu thốn nguồn năng lượng đáng tin cậy và các hạn chế sinh thái khác đã kìm hãm sự tăng trưởng thu nhập bình quân đầu người tiền hiện đại. Tốc độ khấu hao vốn nhanh chóng khiến cho phần lớn số lãi dôi ra được dùng để thay thế nguồn vốn đã cạn kiệt, cản trở sự tích lũy tư bản. Nhiên liệu, đất đai, lương thực và các nguồn tài nguyên khác là cần thiết để duy trì tăng trưởng và tích lũy tư bản, cuối cùng dẫn đến chủ nghĩa thực dân. Cách mạng Công nghiệp đã khắc phục được những hạn chế này, cho phép thu nhập bình quân đầu người tăng trưởng nhanh và bền vững lần đầu tiên trong lịch sử nhân loại.

### Tây Âu
Sau khi những cuộc xâm lược của người Viking, người Hồi và người Magyar (Hungary) lắng xuống vào thế kỷ thứ 10, châu Âu bước vào thời kỳ thịnh vượng, dân số tăng nhanh và buôn bán giao thương được hồi sinh gọi là Trung kỳ Trung Cổ. Vào thế kỷ 13, các vùng đất tốt hầu hết đã được định cư và thu nhập từ nông nghiệp bắt đầu giảm còn thương mại tiếp tục được mở rộng, đặc biệt là ở Venice và nhiều thành bang phía bắc nước Ý. Châu Âu trải qua nhiều đợt thảm họa vào thế kỷ 14: nạn đói, chiến tranh, Cái chết đen và bệnh dịch hoành hành dẫn đến sự suy giảm dân số, khiến cho thuế khoán giảm và tiền công tăng, làm suy yếu các mối quan hệ phong kiến và thái ấp vốn là các đặc trưng của châu Âu thời Trung cổ.
Theo một nghiên cứu năm 2014, "có ít 'sự tiểu phân tầng' ở châu Âu trong khoảng thời gian từ năm 1300 đến năm 1800: mức tiền công thực tế ở khu vực Biển Bắc ổn định ít nhiều ở mức đạt được sau Cái chết Đen, và vẫn tương đối cao (trên mức đủ sống) trong suốt đầu thời kỳ cận đại (và vào thế kỷ 19), trong khi tiền công thực tế ở 'vùng ngoại vi' (Đức, Ý và Tây Ban Nha) bắt đầu suy giảm sau thế kỷ 15 và trở về mức sinh hoạt tối thiểu trong giai đoạn 1500–1800. 'Sự tiểu phân tầng' này trong tiền công thực tế phản ánh sự phân tầng tương tự về GDP bình quân đầu người: ở 'vùng ngoại vi' của Châu Âu hầu như không có tăng trưởng bình quân đầu người (hoặc thậm chí là giảm sút) trong khoảng từ 1500 đến 1800, còn ở Hà Lan và Anh thì thu nhập thực tế tiếp tục tăng và chắc hẳn đã gấp đôi trong thời kỳ này."
Trong thời đại Khám phá, các nhà hàng hải chau Âu đã khám phá ra các hải tuyến nối Châu Mỹ và Châu Á. Thương mại do đó được mở rộng và những sáng kiến mới như công ty cổ phần và các thể loại tổ chức tài chính ra đời. Các công nghệ quân sự mới dẫn đến sự tập trung quyền lực vào tay các chính phủ có tài chính phụ thuộc vào thương mại. Nền quân chủ tuyệt đối của Pháp và Tây Ban Nha được củng cố dựa trên nguồn thuế khoán cao và các chế độ độc quyền do nhà nước ban hành, dẫn đến sự suy giảm kinh tế. Trái lại, Cộng hòa Hà Lan bị chi phối bởi nhiều thương gia và Vương quốc Anh bị chi phối bởi phe nghị viện sau một cuộc đấu tranh lâu dài với đỉnh cao là Cách mạng Vinh quang, góp phần tạo nên lợi thế kinh tế ở các nước này. Cuối thế kỷ 16, London và Antwerp phát triển hơn hẳn các thành phố châu Âu khác, được minh họa ở biểu đồ dưới về tiền công thực tế ở một số thành phố châu Âu:

### Trung Quốc

So sánh dân số (hàng triệu, mũ log) của Trung Quốc và châu Âu Lục địa giữa năm 1000 và 1975.

Thời nhà Tống (960–1279), Trung Quốc đã cách mạng hóa nền nông nghiệp, giao thông đường thủy, tài chính, đô thị hóa, khoa học và công nghệ, đưa nền kinh tế Trung Quốc trở thành nền kinh tế tiên tiến nhất thế giới từ khoảng năm 1100. Các tiến bộ trong nền canh tác lúa nước đã mở ra nền kinh tế miền nam bấy lâu nay kém phát triển. Miền bắc Trung Quốc sau này thường bị tàn phá bởi các cuộc xâm lược của Nữ Chân và Mông Cổ, hứng chịu nhiều thiên tai lũ lụt và dịch bệnh. Điều này làm dịch chuyển trung tâm dân số và thủ công nghiệp quanh sông Hoàng Hà xuống phía nam của đất nước, một xu hướng chỉ bị đảo ngược một phần bởi sự tái định cư dân số miền bắc vào thế kỷ 15. Đến năm 1300, Trung Quốc tựu chung đã tụt hậu so với Ý về mức sống và đến năm 1400 thì Anh đã bắt kịp; tuy vậy các khu vực giàu có nhất của Trung Quốc, đặc biệt là đồng bằng sông Dương Tử, có lẽ vẫn ngang bằng với châu Âu cho đến đầu thế kỷ 18.
Từ năm 1368–1911, dưới đời nhà Minh và nhà Thanh, thuế khoán rất thấp, nền kinh tế và dân số tăng trưởng đáng kể, mặc dù không có sự gia tăng nào về năng suất. Các mặt hàng của Trung Quốc như lụa, trà và gốm sứ có nhu cầu lớn ở châu Âu khiến bạc của người Âu tuôn trào vào Trung Quốc, mở rộng cung ứng tiền tệ và tạo điều kiện cho sự phát triển thị trường cạnh tranh và ổn định. Vào cuối thế kỷ 18, mật độ dân số Trung Quốc vượt qua châu Âu. Trung Quốc có nhiều đại đô thị nhưng ít thị trấn hơn so với châu Âu đương thời.

### Ấn Độ

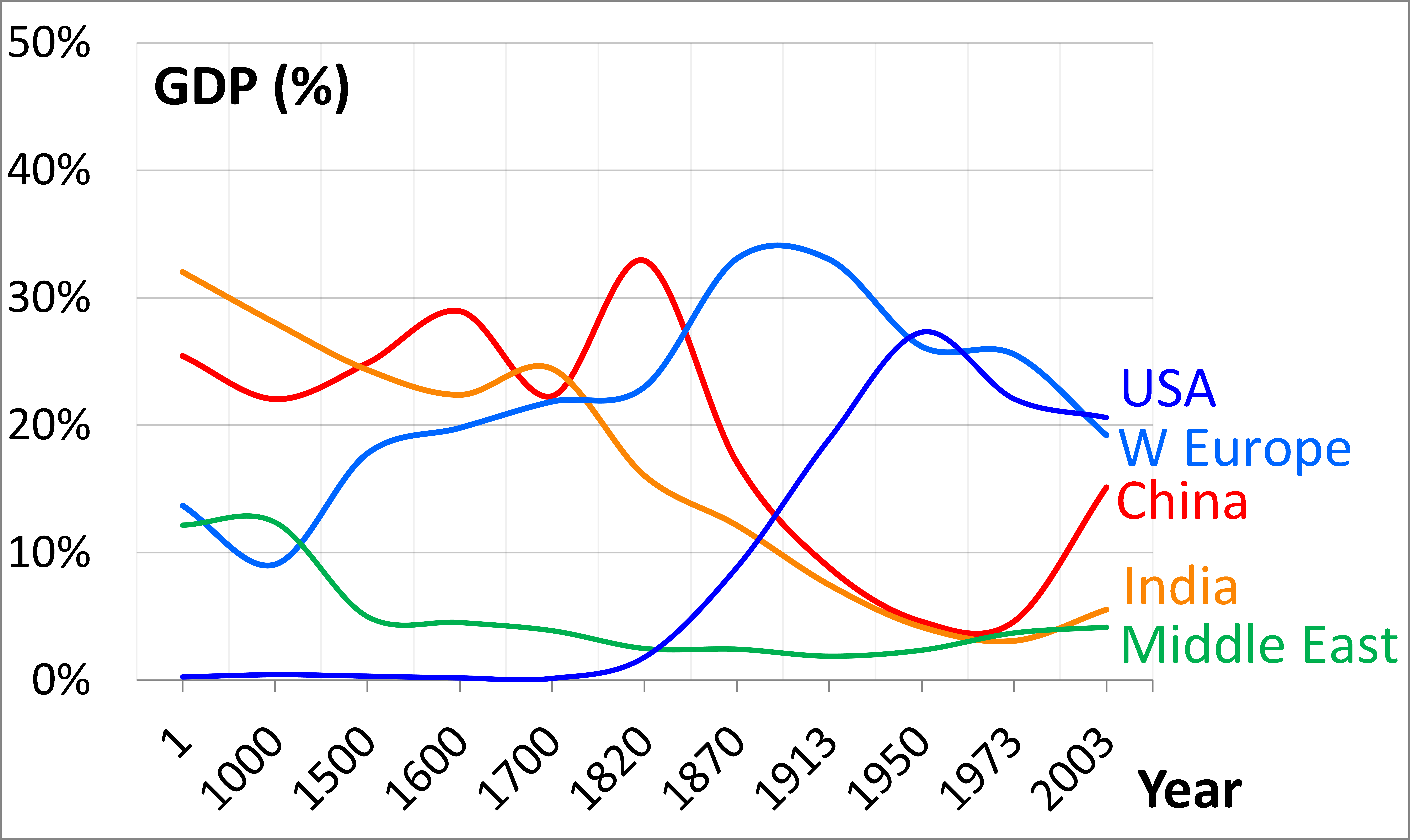
Đóng góp cho GDP toàn cầu (PPP) theo vùng từ năm 1 đến năm 2003 theo ước tính của nhà kinh tế học Angus Maddison. Cho tới thế kỷ 18, Trung Quốc và Ấn Độ là hai vùng cực kỳ năng suất.

Theo một nghiên cứu năm 2020, cuộc Đại phân kỳ giữa miền bắc Ấn Độ (từ Gujarat đến Bengal) và Anh quốc bắt đầu vào cuối thế kỷ 17. Nó lan rộng sau những năm 1720 và bùng nổ sau những năm 1800. Nghiên cứu phát hiện ra rằng chính "sự bứt phá của Anh quốc và sự trì trệ của Ấn Độ trong nửa đầu thế kỷ 19 đã dẫn đến sự khác biệt rất rõ ràng trong mức sống."
Vào những năm 1500, vương quốc Hồi giáo Bengal tại Ấn Độ đã trở thành một cường quốc thương mại trên thế giới, hưởng lợi từ nội thương lẫn ngoại thương. Nền nông nghiệp và thủ công nghiệp của họ cực kỳ năng suất. Không giống như Trung Quốc, Nhật Bản và Tây-Trung Âu, các khu rừng Ấn Độ chưa được khai thác đáng kể cho đến thế kỷ 19 và 20. Họ không có cớ gì để phải chuyển sang sử dụng than đá vì gỗ củi vẫn còn dư thừa. Vào thế kỷ 17, hàng dệt bông từ Đế quốc Mughal Ấn Độ rất được ưa chuộng ở châu Âu, khiến một số chính phủ châu Âu phải ban lệnh cấm hàng Ấn để bảo vệ ngành công nghiệp len nước nhà. Subah Bengal là khu vực phát triển nhất của Mughal Ấn Độ, trứ danh với hàng dệt may và ngành đóng tàu.
Châu Âu lúc bấy giờ rất thèm khát các mặt hàng như là bông dệt, gia vị, ớt, chàm, lụa và diêm tiêu (để sử dụng trong bom, đạn) của Mughal Ấn Độ. Thời trang châu Âu ngày càng phụ thuộc vào hàng dệt và lụa của Ấn Độ. Trong thế kỷ 17-18, hàng Ấn Độ chiếm lĩnh 95% số hàng nhập khẩu từ châu Á của Anh, và riêng hàng Bengal Subah chiếm 40% số hàng nhập khẩu từ Châu Á của Hà Lan. Amiya Kumar Bagchi ước tính 10,3% dân số Bihar làm nghề kéo sợi thủ công, 2,3% làm nghề dệt và 9% làm trong các ngành sản xuất khác từ năm 1809–1813 để đáp ứng nhu cầu từ châu Âu. Ngược lại, hàng hóa châu Âu (ngoại trừ một số mặt hàng dệt len, kim loại thô và xa xỉ phẩm) không bám trụ được tại thị trường Ấn Độ, vốn đã tự cung tự cấp từ lâu. Sự mất cân bằng thương mại khiến người Âu phải mang một khoản lớn vàng và bạc sang Ấn Độ để chi trả cho việc nhập khẩu hàng Ấn.

### Trung Đông
Trung Đông phát triển hơn Tây Âu vào năm 1000, ngang bằng vào giữa thế kỷ 16, nhưng đến năm 1750, các quốc gia hàng đầu ở Trung Đông đã tụt hậu so với các quốc gia Tây Âu như là Anh và Hà Lan.
Một ví dụ về sự tiến bộ trong nền sản xuất Trung Đông vào đầu thế kỷ 19 là tỉnh Ai Cập thuộc Ottoman với ngành thủ công nghiệp rất năng suất và thu nhập bình quân đầu người sánh ngang với các nước Tây Âu hàng đầu như Pháp, nhỉnh hơn so với Nhật Bản và Đông Âu. Các khu vực khác của Đế quốc Ottoman, điển hình là Syria và đông nam Tiểu Á, cũng có nền sản xuất năng suất cao đang phát triển vào thế kỷ 19. Năm 1819, Ai Cập dưới thời Muhammad Ali thực thi chính sách công nghiệp hóa theo chủ trương của triều đình, thiết lập công xưởng sản xuất vũ khí, đúc sắt; mở các đồn điền trồng bông; xây công xưởng tách hạt, kéo sợi và dệt bông; dựng các xí nghiệp chế biến nông sản. Đầu những năm 1830, có tổng cộng 30.000 công nhân làm việc tại 30 nhà máy bông toàn Ai Cập. Vào đầu thế kỷ 19, ngành công nghiệp bông Ai Cập có năng suất đứng thứ năm trên thế giới, xét về số con suốt trên đầu người. Ban đầu, họ vẫn phải sử dụng các loại máy sơ khai dựa vào nguồn năng lượng truyền thống như sức động vật, guồng nước hoặc cối xay gió (đây cũng là những nguồn năng lượng chính ở Tây Âu cho đến khoảng năm 1870). Năng lượng hơi nước tuy đã được thử nghiệm tại Ai Cập bởi kỹ sư Taqi ad-Din Muhammad ibn Ma'ruf vào năm 1551 (ông phát minh ra kích hơi chạy bằng tuabin hơi nước thô sơ), phải tới thời Muhammad Ali đầu thế kỷ 19 thì động cơ hơi nước mới được đưa vào sản xuất công nghiệp ở Ai Cập. Nồi hơi được chế tạo và lắp đặt trong các xưởng luyện sắt, dệt may, sản xuất giấy và đóng tàu. So với Tây Âu, Ai Cập cũng sở hữu nền nông nghiệp khá hiện đại và mạng lưới giao thông hiệu quả nhờ sông Nile. Nhà sử học kinh tế Jean Batou cho rằng các điều kiện kinh tế cần thiết cho quá trình công nghiệp hóa nhanh chóng tồn tại ở Ai Cập giữa những năm 1820-1830.
Sau cái chết của Muhammad Ali vào năm 1849, chính sách công nghiệp hóa của ông rơi vào quên lãng. Nhà sử học Zachary Lockman bình rằng "Ai Cập đang trên đà hội nhập hoàn toàn vào thị trường thế giới do châu Âu thống trị với tư cách là nhà cung cấp một loại nguyên liệu thô duy nhất, bông." Ông nhận định rằng, nếu như Ai Cập thành công với chương trình công nghiệp hóa của họ lúc bấy giờ, thì "nước này có lẽ sẽ đạt được như Nhật Bản [hoặc Hoa Kỳ] sự khác biệt trong sự phát triển tư bản chủ nghĩa tự chủ và duy trì nền độc lập của họ."

### Nhật Bản
Dưới thời Mạc phủ Tokugawa, xã hội Nhật Bản được phân chia thành một hệ thống cấp bậc chặt chẽ và can thiệp đáng kể vào nền kinh tế thông qua độc quyền nhà nước và hạn chế ngoại thương; trên thực tế, sự cai trị của Mạc phủ thường chỉ có hạn. Từ năm 725 đến năm 1974, GDP bình quân đầu người của Nhật Bản tăng trưởng với tốc độ trung bình hàng năm là 0,04%, với các giai đoạn tăng trưởng GDP bình quân đầu người thuận lợi chủ yếu xảy ra giữa các năm 1150–1280, 1450–1600 và sau năm 1730. So với Vương quốc Anh, GDP bình quân đầu người ở mức gần như tương tự cho đến giữa thế kỷ 17. Đến năm 1850, thu nhập bình quân đầu người ở Nhật Bản xấp xỉ một phần tư so với mức của Anh.

## Nguyên nhân

### Than đá

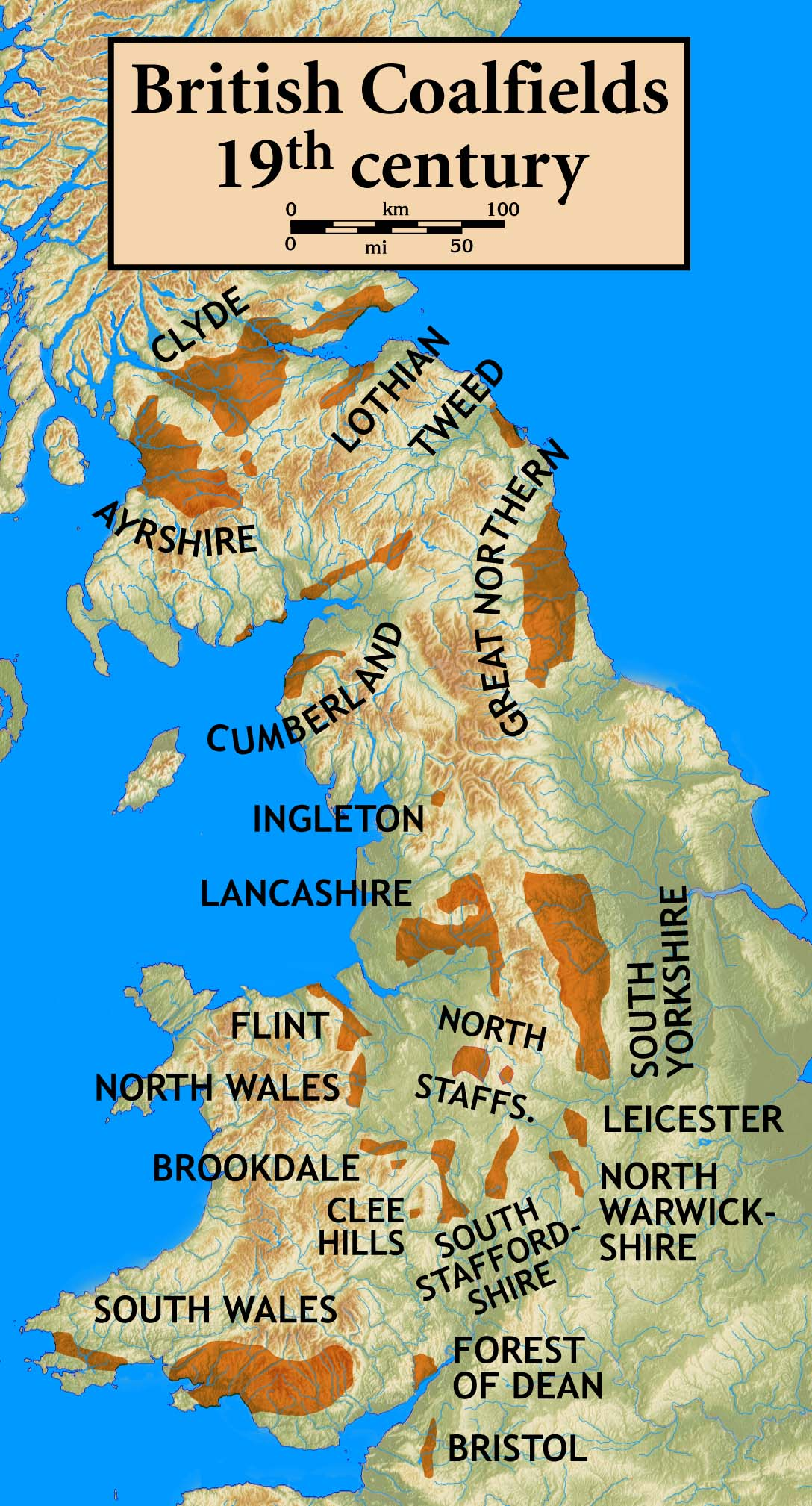
Biểu đồ phân bố các mỏ than ở Anh.

Trong thời kỳ cách mạng Công nghiệp, ngành luyện kim và chế tạo động cơ hơi nước tiêu dùng rất nhiều than đá và than cốc - nguồn năng lượng rẻ, dồi dào và hiệu quả hơn so với gỗ và than củi. Động cơ hơi nước đốt than được đưa vào sử dụng trong ngành đường sắt và vận tải biển, tạo nên một cuộc cách mạng giao thông vận tải vào đầu thế kỷ 19. Nhà sử học Kenneth Pomeranz nhận thấy rằng có một sự khác biệt về tính khả dụng của than đá giữa phương Tây và phương Đông. Do khí hậu địa phương, các mỏ than ở châu Âu ẩm ướt hơn, khiến giảm nguy cơ từ các tai nạn cháy nổ và khi động cơ hơi nước Newcomen ra đời, người châu Âu đã có thể rút nước ra khỏi các mỏ sâu để khai thác chúng. Trong các hầm mỏ ở vùng tây bắc khô cằn của Trung Quốc, việc thông gió để ngăn chặn các vụ tai nạn khó khăn hơn rất nhiều.
Ngoài ra, ta còn phải đề cập đến khoảng cách địa lý; mặc dù Trung Quốc và Châu Âu có công nghệ khai thác mỏ tương đương nhau, nhưng khoảng cách giữa các khu vực phát triển kinh tế và các mỏ than có sự khác biệt rõ rệt. Các mỏ than lớn nhất ở Trung Quốc nằm về phía tây bắc, thuộc vùng ảnh hưởng của lõi công nghiệp Trung Quốc thời Bắc Tống (960–1127). Vào thế kỷ 11, Trung Quốc đã phát triển các kỹ thuật tinh vi nhằm khai thác và sử dụng than đá làm năng lượng, khiến cho sản lượng sắt của Trung Quốc bấy giờ tăng vọt. Sự di dân xuống phía nam giữa thế kỷ 12-14 đã dịch chuyển lõi công nghiệp mới của Trung Quốc ra xa khỏi các mỏ than. Ngược lại, nước Anh có số mỏ than lớn nhất ở châu Âu, phân bố rải rác và toàn bộ trên một đảo quốc rất nhỏ.
Hai nhà kinh tế học Gregory Clark và David Jacks chỉ trích giả thuyết trọng than đá trong cuộc cách mạng công nghiệp. Học giả Deirdre N. McCloskey cũng cho rằng; nếu như Anh không có nhiều mỏ than, họ vẫn có thể dễ dàng nhập khẩu từ các nước khác. Hơn nữa, người Trung Quốc hoàn toàn có khả năng di chuyển ngành thủ công nghiệp của họ đến gần các mỏ than hơn.

### Châu Mỹ

Các đế quốc thực dân cuối thế kỷ thứ 18

Nhiều giả thuyết cho rằng mối liên hệ độc đáo giữa Châu Âu với Tân Thế giới là nguyên nhân chính dẫn đến Đại phân tầng. Lợi nhuận thu được từ nền sản xuất thuộc địa và buôn bán nô lệ chiếm 7% lợi nhuận mỗi năm của châu Âu, một tỷ suất tương đối cao nếu xét đến tỷ lệ khấu hao cao đối với vốn tư bản thời kỳ tiền công nghiệp, điều mà cản trở lợi nhuận dôi ra và tích lũy tư bản. Thời kỳ đầu, người châu Âu kiếm tiền thông qua việc bán và xuất sản phẩm của châu Mỹ sang châu Á, đặc biệt là bạc cho Trung Quốc. Theo Pomeranz, lợi thế quan trọng nhất được ban tặng cho châu Âu là số lượng đất đai trù phú và chưa được khai khẩn ở châu Mỹ. Những vùng đất bao la này sẵn có tiềm năng nông nghiệp rất cần thiết để duy trì tăng trưởng kinh tế ở các mẫu quốc châu Âu, đồng thời giúp giải phóng lao động và đất đai ở châu Âu, mở đường cho công nghiệp hóa. Ngành xuất khẩu gỗ, bông và len của châu Mỹ đã giúp nước Anh tiết kiệm được 23-25 triệu mẫu Anh (100.000 km2) đất canh tác (tổng diện tích đất canh tác ở Anh chỉ vào khoảng 17 triệu mẫu Anh), dự trữ được một lượng lớn tài nguyên. Hơn nữa, Tân Thế giới cũng đóng vai trò là thị trường cho các nhà sản xuất châu Âu.
Nghiên cứu của Chen (2012) cho rằng Tân Thế giới là nhân tố cần thiết cho công nghiệp hóa, còn thương mại là nhân tố phụ trợ giúp các khu vực kém phát triển hơn tập trung vào nông nghiệp và hậu thuẫn các khu vực công nghiệp hóa ở Châu Âu.

### Phân mảnh chính trị
Jared Diamond và Peter Watson cho rằng một đặc điểm đáng chú ý của địa lý châu Âu là nó khuyến khích quá trình Balkan hóa, chẳng hạn như các bán đảo lớn và các rào cản tự nhiên như núi non, eo biển tạo nên các biên giới có thể dễ dàng phòng thủ được. Ngược lại, địa lý của Trung Quốc lại khuyến khích sự thống nhất chính trị nhờ vào đường bờ biển mượt hơn và sở hữu hai thung lũng sông màu mỡ ở trung tâm (Hoàng Hà và Dương Tử).